# Magnesiocopiapita
La magnesiocopiapita és un mineral de la classe dels sulfats, que pertany al grup de la copiapita. Anomenada així en al·lusió a la seva composició amb magnesi dominant i la seva relació amb la copiapita.

## Classificació
Segons la classificació de Nickel-Strunz, la magnesiocopiapita pertany a «07.DB: Sulfats (selenats, etc.) amb anions addicionals, amb H₂O, amb cations de mida mitjana només; octaedres aïllats i unitats finites» juntament amb els següents minerals: aubertita, magnesioaubertita, svyazhinita, khademita, jurbanita, rostita, ortominasragrita, anortominasragrita, minasragrita, amarantita, bobjonesita, hohmannita, aluminocopiapita, metahohmannita, copiapita, calciocopiapita, ferricopiapita, cuprocopiapita i zincocopiapita.

## Característiques
La magnesiocopiapita és un sulfat de fórmula química MgFe³⁺₄(SO₄)₆(OH)₂(H₂O)₁₄·6H₂O. Cristal·litza en el sistema triclínic. La seva duresa a l'escala de Mohs és 2,5 a 3.

## Formació i jaciments
En la seva localitat tipus s'ha trobat associada a pickeringita; en altres contextos també s'associa a fibroferrita, römerita, guildita, ransomita, apjohnita o aluminocopiapita. S'ha descrit com a mineral secundari per alteració de pirita. Ha estat trobada a Àustria, Bolívia, Canadà, Xile, la Xina, República Txeca, França, Alemanya, Grècia, Hongria, Iran, Itàlia, Perú, Polònia, Eslovàquia, Espanya, Suïssa i els Estats Units. Als territoris de parla catalana ha estat descrita a les mines d'Alum de La Vilella Alta (Priorat), a les mines de la Riera de Cervelló (Baix Llobregat) i a la mina Elvira (Gavà, Baix Llobregat).